# AAA World Tag Team Championship
O  Campeonato Mundial de Duplas da AAA (Campeonato Mundial en Parejas de AAA em espanhol) é um título de duplas que pertence a Lucha Libre AAA Worldwide. O título teve uma versão que foi criada em 5 de novembro de 1993, durante a parceria da AAA com a International Wrestling Council, posteriormente abandonada. A versão atual foi criada 18 de março de 2007. Os atuais campeões são Pagano e Psycho Clown, que estão em seu primeiro reinado.

## Reinados
| Nome                                | Anos          |
| ----------------------------------- | ------------- |
| AAA/IWC World Tag Team Championship | 1993–1994     |
| AAA World Tag Team Championship     | 2007–presente |

| Nº          | Ordem de reinados na história                    |
| Reinado     | O número de reinados de cada equipe/lutador      |
| Localização | A cidade em que o título foi conquistado         |
| Evento      | O evento em que o título foi conquistado.        |
| —           | Usados para o tempo em que o título estava vago. |
| +           | Indica o reinado atual.                          |

| Nº | Dupla (Nome dos lutadores)                                | Reinado | Data                   | Dias com o título | Local                            | Evento                              | Notas                                                            | Ref. |
| -- | --------------------------------------------------------- | ------- | ---------------------- | ----------------- | -------------------------------- | ----------------------------------- | ---------------------------------------------------------------- | ---- |
| 1  | The Black Family (Dark Cuervo e Dark Ozz)                 | 1       | 18 de março de 2007    | 119               | Naucalpan, México                | Rey de Reyes (2007)                 |                                                                  |      |
| 2  | Mexican Powers (Crazy Boy e Joe Líder)                    | 1       | 15 de julho de 2007    | 287               | Naucalpan, México                | Triplemanía XV                      |                                                                  |      |
| 3  | La Familia de Tijuana (Halloween e Extreme Tiger)         | 1       | 27 de abril de 2008    | 143               | Zapopan, Jalisco                 | Live event                          |                                                                  |      |
| 4  | La Hermandad 187 (Joe Líder (2) e Nicho el Millonario)    | 1       | 14 de setembro de 2008 | 551               | Zapopan, Jalisco                 | Verano de Escándalo (2008)          |                                                                  |      |
| 5  | La Legión Extranjera (Taiji Ishimori e Takeshi Morishima) | 1       | 19 de março de 2010    | 65                | Cidade do México                 | Live event                          |                                                                  |      |
| 6  | Atsushi Aoki e Go Shiozaki                                | 1       | 23 de maio de 2010     | 14                | Niigata, Japão                   | NOAH Navigation With Breeze - Day 1 |                                                                  |      |
| 7  | Los Maniacos (Silver King e Último Gladiador)             | 1       | 6 de junho de 2010     | 288               | Cidade do México                 | Triplemanía XVIII                   |                                                                  |      |
| 8  | Extreme Tiger (2) e Jack Evans                            | 1       | 21 de março de 2011    | 202               | León, Guanajuato                 | Live event                          |                                                                  |      |
| 9  | La Legión Extranjera (Abyss e Chessman)                   | 1       | 9 de outubro de 2011   | 364               | Monterrey, Nuevo León            | Héroes Inmortales (2011)            |                                                                  |      |
| 10 | Joe Líder (3) e Vampiro                                   | 1       | 7 de outubro de 2012   | 227               | San Luis Potosí, San Luis Potosí | Héroes Inmortales (2012)            |                                                                  |      |
| —  | Vago                                                      | —       | 22 de maio de 2013     | 22                | —                                | —                                   | Porque Lider & Vampiro não os defenderam.                        |      |
| 11 | Mexican Powers (Crazy Boy (2) e Joe Líder (4))            | 1       | 16 de junho de 2013    | 124               | Cidade do México                 | Triplemanía XXI                     |                                                                  |      |
| 12 | Los Güeros del Cielo (Angélico e Jack Evans (2))          | 1       | 18 de outubro de 2013  | 415               | Puebla, Puebla                   | Héroes Inmortales VII               |                                                                  |      |
| 13 | Los Perros del Mal (Joe Líder (5) e Pentagón Jr.))        | 1       | 7 de dezembro de 2014  | 301               | Zapopan, Jalisco                 | Guerra de Titanes (2014)            |                                                                  |      |
| 14 | Los Güeros del Cielo (Angélico (2) e Jack Evans (3))      | 2       | 4 de outubro de 2015   | 110               | San Luis Potosí, San Luis Potosí | Héroes Inmortales IX                |                                                                  |      |
| —  | Vago                                                      | —       | 16 de janeiro de 2016  | 0                 | Zapopan, Jalisco                 | Guerra de Titanes (2016)            | Porque Angelico teve uma lesão na perna.                         |      |
| 15 | Los Hell Brothers (Averno e Chessman (2))                 | 1       | 16 de janeiro de 2016  | 177               | Zapopan, Jalisco                 | Guerra de Titanes (2016)            |                                                                  |      |
| 16 | Los Güeros del Cielo (Angélico (3) e Jack Evans (4))      | 3       | 17 de julho de 2016    | 42                | Oaxaca, Oaxaca                   | AAA Sin Límite                      |                                                                  |      |
| 17 | Aero Star e Drago                                         | 1       | 28 de agosto de 2016   | 215               | Cidade do México                 | Triplemanía XXIV                    |                                                                  |      |
| 18 | Dark Family (Cuervo (2) e Scoria)                         | 1       | 31 de março de 2017    | 56                | Nezahualcoyotl                   | AAA Worldwide                       |                                                                  |      |
| 19 | El Mesías e Pagano                                        | 1       | 26 de maio de 2017     | 9                 | Cidade do México                 | AAA Worldwide                       |                                                                  |      |
| 20 | Dark Family (Cuervo (3) e Scoria (2))                     | 2       | 4 de junho de 2017     | 83                | Ciudad Juárez, Chihuahua         | Verano de Escándalo (2017)          |                                                                  |      |
| 21 | Los Totalmente Traidores (Monster Clown e Murder Clown)   | 1       | 26 de agosto de 2017   | 112               | Cidade do México                 | Triplemanía XXV                     |                                                                  |      |
| 22 | Dark Family (Cuervo (4) e Scoria (3))                     | 3       | 16 de dezembro de 2017 | 99                | Cidade do México                 | AAA Worldwide                       |                                                                  |      |
| 23 | Los Mercenarios (El Texano Jr. e Rey Escorpión)           | 1       | 25 de março de 2018    | 356               | Monterrey, Nuevo León            | AAA Worldwide                       |                                                                  |      |
| 24 | Lucha Brothers (Fénix e Pentagón Jr. (2))                 | 1       | 16 de março de 2019    | <1                | Puebla, Puebla                   | Rey de Reyes (2019)                 |                                                                  |      |
| 25 | The Young Bucks (Matt e Nick Jackson)                     | 1       | 16 de março de 2019    | 92                | Puebla, Puebla                   | Rey de Reyes (2019)                 |                                                                  |      |
| 26 | Lucha Brothers (Fénix (2) e Pentagón Jr. (3))             | 2       | 16 de junho de 2019    | 853               | Merida, Yucatán                  | Verano de Escándalo (2019)          |                                                                  |      |
| 27 | FTR (Cash Wheeler e Dax Harwood)                          | 1       | 16 de outubro de 2021  | 438               | Miami, Florida                   | Dynamite                            | FTR estava disfarçado como a tag team mascarada Las Super Ranas. |      |